# Melipona capixaba
Melipona capixaba är en biart som beskrevs av Jesus Santiago Moure och Camargo 1995. Melipona capixaba ingår i släktet Melipona och familjen långtungebin. Inga underarter finns listade i Catalogue of Life.